# Hocus Pocus 2
Pour les articles homonymes, voir Hocus Pocus.
Série
Hocus Pocus : Les Trois Sorcières
(1993) Hocus Pocus 3
Pour plus de détails, voir Fiche technique et Distribution.
Hocus Pocus 2, ou Abracadabra 2 au Québec, est un film américain réalisé par Anne Fletcher et sorti en 2022 sur Disney+. Il s'agit de la suite de Hocus Pocus : Les Trois Sorcières de Kenny Ortega, sorti en 1993.

## Synopsis
En 1653, la jeune Winifred Sanderson est bannie de Salem par le révérend Traske après avoir défié l'autorité de l'église en refusant d'épouser John Pritchett. Plutôt que de laisser ses sœurs Mary et Sarah lui être enlevées, Winifred s'échappe avec elles dans une forêt interdite toute proche. Là, elles font la connaissance d'une sorcière qui offre à Winifred son grimoire de magie pour son seizième anniversaire mais qui met explicitement en garde les sœurs contre le lancement d'un sort connu sous le nom de Magicae Maxima, qui rend l'utilisateur tout puissant. La sorcière apprend également aux trois sœurs qu'elles devront tuer d'autres enfants pour conserver leur jeunesse.
En 2022, vingt-neuf ans après que les sœurs Sanderson ont été ressuscitées par la bougie à flamme noire, Becca et Izzy, deux adolescentes de Salem, se préparent à fêter Halloween et le seizième anniversaire de Becca, mais refusent d'inviter leur amie Cassie Traske. Becca et Izzy se rendent dans une boutique de magie (aménagée dans l'ancienne maison des sœurs Sanderson) tenue par Gilbert, qui offre à Becca une bougie pour leur rituel annuel d'anniversaire. Becca et Izzy allument la bougie et découvrent qu'il s'agit d'une autre bougie à flamme noire. Comme c'est la pleine lune et que les filles sont toutes deux vierges, la bougie ressuscite les sœurs Sanderson une fois de plus.
Les filles parviennent à semer les trois sœurs dans une pharmacie, puis s'échappent vers la boutique de magie où elles découvrent que Gilbert les a trompées pour faire revivre les sorcières, après les avoir vues à Halloween en 1993 et avoir appris à fabriquer la bougie grâce au grimoire. Les sorcières rattrapent les filles et voient un prospectus de campagne appartenant au maire Jefry Traske, le père de Cassie et le descendant direct du révérend Traske. Winifred décide alors de lancer le sort Magicae Maxima pour éliminer Traske et se venger de Salem. Les sorcières piègent Izzy et Becca dans la cave et partent à la recherche de Traske, dont le sang est nécessaire pour réaliser le sort. Elles forcent également Gilbert à collecter les autres ingrédients.
Izzy et Becca réussissent cependant à s'échapper et se rendent à la maison de Traske pour avertir le maire, tandis que les sorcières se rendent à la fête d'Halloween de la ville et envoûtent les citoyens pour les aider à trouver le maire. Pendant ce temps, Gilbert déterre Billy Butcherson, qui est réveillé mais enterré depuis 1993. Gilbert a besoin de la tête de Billy pour le sort, mais il l'oblige à l'aider à collecter les autres ingrédients avant.
Les filles retrouvent Cassie et parviennent à piéger les sorcières dans un cercle de sel dans le garage de Cassie avant le retour du maire. Les trois adolescentes se réconcilient, mais leurs retrouvailles sont interrompues lorsque les sorcières s'échappent du cercle et kidnappent Cassie pour utiliser son sang à la place de celui du maire. Becca et Izzy les suivent dans la forêt interdite où Gilbert a rassemblé les ingrédients et découvrent bientôt que Becca est aussi une sorcière. Les sœurs Sanderson lancent partiellement le sort et augmentent leurs pouvoirs, mais Becca les distrait pendant qu'Izzy sauve Cassie. Becca parvient à convaincre le grimoire qu'il n'a pas à répondre aux exigences de Winifred et s'enfuit avec le livre dans la forêt. Le grimoire lui montre un avertissement sur le sort Magicae Maxima, indiquant que quiconque l'utilise doit renoncer à ce qu'il chérit le plus.
Les filles acceptent de prévenir Winifred du prix à payer mais elles arrivent trop tard : Winifred devient toute puissante tandis que Mary et Sarah tombent en poussière. Winifred se décourage et supplie les adolescentes d'utiliser leurs nouveaux pouvoirs pour sauver ses sœurs. Bien qu'elles ne puissent pas les sauver, Becca, Cassie et Izzy s'unissent en une assemblée de sorcières et lancent un sort de réunification, et Winifred disparaît joyeusement pour retrouver ses sœurs.
Les filles sont rejointes par Gilbert et Billy tandis que ce dernier commence à disparaître, réalisant que tous les sorts de Winifred ont été annulés et soulagé d'être enfin dirigé vers son repos éternel. Les filles décident de donner un nouveau foyer au grimoire et de continuer à pratiquer leur magie en s'éloignant dans la nuit de la même manière que les sœurs Sanderson. Alors qu'elles partent, un corbeau identique à celui en lequel la sorcière du début du film s'est métamorphosée vole au-dessus de leurs têtes.

## Fiche technique
Sauf indication contraire, les informations mentionnées dans cette section peuvent être confirmées par la base de données cinématographiques IMDb,  présente dans la section « Liens externes ».
- Titre original : Hocus Pocus 2
- Titre québécois : Abracadabra 2[1]
- Réalisation : Anne Fletcher
- Scénario : Jen D'Angelo, d'après les personnages créés par David Kirschner et Mick Garris
- Musique : John Debney
- Décors : Nelson Coates
- Costumes : Salvador Pérez Jr.
- Photographie : Elliot Davis
- Montage : n/a
- Production : Lynn Harris

Producteurs délégués : Adam Shankman, Ralph Winter et David Kirschner
- Sociétés de production : Walt Disney Pictures et David Kirschner Productions
- Société de distribution : Disney+
- Budget : n/a
- Pays de production :  États-Unis
- Langue originale : anglais
- Format : couleur
- Genre : comédie horrifique et fantastique
- Date de sortie[2] : 30 septembre 2022 (sur Disney+)

## Distribution
- Bette Midler (VF : Élisabeth Wiener) : Winifred Sanderson, dite Winnie
- Sarah Jessica Parker (VF : Martine Irzenski) : Sarah Sanderson
- Kathy Najimy (VF : Nathalie Homs) : Mary Sanderson
- Doug Jones (VF : Laurent Blanpain) : William  Butcherson, dit Billy[3]
- Whitney Peak (VF : Mélissa Berard) : Becca
- Lilia Buckingham (VF : Lauryanne Philippe) : Cassie
- Belissa Escobedo (VF : Joy Feldman) : Izzy
- Tony Hale (VF : Anatole de Bodinat) : le maire Jefry Traske / le révérend Traske
- Sam Richardson (VF : Alex Fondja) : Gilbert
- Hannah Waddingham (VF : Daria Levannier) : la sorcière
- Froy Gutierrez (VF : Aurélien Raynal) : Mike
- Taylor Henderson (VF : Charlotte Hervieux) : Winifred jeune
- Juju Journey Brener (VF : Marie Perret) : Sarah jeune
- Nina Kitchen (VF : Uriell Semmel) : Mary jeune
- Austin J. Ryan : Billy Butcherson jeune
- Jaylin Prior : Gilbert enfant
- Thomas Fitzgerald : John Pritchett
- Dan Finnerty : Lucas
- Amanda Shepherd : Emily Binx (archives de Hocus Pocus : Les Trois Sorcières)
- Ginger Minj : drag queen Winifred Sanderson
- Kahmora Hall : drag queen Sarah Sanderson
- Kornbread Jeté : drag queen Mary Sanderson

## Production

### Genèse et développement
En juillet 2014, il est annoncé que Disney cherche à créer un film fantastique sur des sorcières avec Tina Fey annoncée comme productrice et actrice vedette. Deadline.com relate les rumeurs selon lesquelles ce projet serait une suite de Hocus Pocus : Les Trois Sorcières (1993). En novembre 2014, Bette Midler déclare en interview qu'elle se sent prête à reprendre son rôle de Winnifred Sanderson. Elle ajoute que Sarah Jessica Parker et Kathy Najimy sont elles-aussi partantes pour reprendre leurs rôles respectifs de Sarah et Mary Sanderson. Ne sachant pas si Disney validera cette idée, l'actrice encourage les fans à se manifester.
En juin 2016, Doug Jones — interprète de Billy Butcherson dans le 1er film — révèle que Disney envisage cette suite. En septembre 2017, Mick Garris, scénariste du premier film, admet travailler sur Hocus Pocus 2, après des années de rumeurs dont celle d'une série télévisée. Il est ensuite annoncé un projet de remake,, ce qui déplait à Bette Midler.
En février 2018, Doug Jones annonce que le projet de suite est toujours envisagé et qu'il devrait y reprendre son rôle de Billy Butcherson. En juillet 2018, le livre Hocus Pocus and the All-New Sequel est publié et contient une novélisation du premier film et l'histoire d'une suite.
En octobre 2019, il est annoncé que le film sortira en exclusivité sur Disney+ et que le scénario sera écrit par Jen D'Angelo. En mars 2020, Adam Shankman est engagé comme réalisateur de Hocus Pocus 2, malgré son engagement sur une autre suite, Il était une fois 2.
En avril 2021, Anne Fletcher remplace Adam Shankman à la réalisation, ce dernier étant trop occupé par la suite de Il était une fois. Il demeure cependant attaché au film comme producteur délégué.

### Attribution des rôles
En septembre 2020, Bette Midler révèle qu'elle est en négociations pour reprendre son rôle de Winifred. En mai 2021, sa participation est officiellement confirmée, comme celle de Sarah Jessica Parker et Kathy Najimy.
Le retour de Doug Jones est ensuite confirmé.

### Tournage
Le tournage débute le 18 octobre 2021 à Providence dans le Rhode Island.